# Jan Sudoł
Jan Sudoł (ur. 7 stycznia 1882 w Lipnicy, zm. 26 lutego 1964 tamże) – polski rolnik, działacz ludowy z powiatu kolbuszowskiego, poseł na Sejm II Rzeczypospolitej Polskiej (1919–1922). Pamiętnikarz.
Był synem komornika, mieszkańca wsi stojącego w hierarchii drabiny społecznej na niskim szczeblu. Podczas I wojny światowej służył w wojsku austriackim. W czasie działań wojennych został wzięty do niewoli rosyjskiej. Ponad trzy lata przebywał na Syberii.
W 1919 roku został wybrany do Sejmu Ustawodawczego z list ugrupowania Tomasza Dąbala i ks. Eugeniusza Okonia.
Wspomnienia, w których opisuje czasy od końca 1890 do końca II wojny światowej, charakteryzuje bogactwo języka zarówno literackiego, jak i słownictwa gwarowego, przytaczanego w nawiązaniach. Podobnie czyni i z terminologią zaczerpniętą z języka niemieckiego i rosyjskiego.
Żonaty z Teresą, z domu Straub, z którą mieli ośmioro dzieci, w tym Adama (1920-2012), który został księdzem rzymskokatolickim, a po latach wydał pamiętnik Jana Sudoła.

## Publikacje
- Wspomnienia z lat 1882–1945. Tom I. Wieś Lipnica k/Kolbuszowej, warunki życia w końcu XIX i pocz. XX w.